# Cycnium angolense
Cycnium angolense là loài thực vật có hoa thuộc họ Cỏ chổi. Loài này được (Engl.) O.J.Hansen mô tả khoa học đầu tiên năm 1978.